# 二齒獸屬
二齒獸屬（學名：Dicynodon）又譯二犬齒獸，意思是“兩個類似犬的牙齒”，是種繁盛於二疊紀晚期的草食性似哺乳爬行動物，屬於獸孔目二齒獸下目。如同其他二齒獸類，二齒獸是草食性動物，除了突出的兩顆長牙外，嘴部缺乏牙齒，故得名。牠們可能用類似烏龜的角質喙狀嘴嚙食植物，而長牙可能用來挖掘根或塊莖。

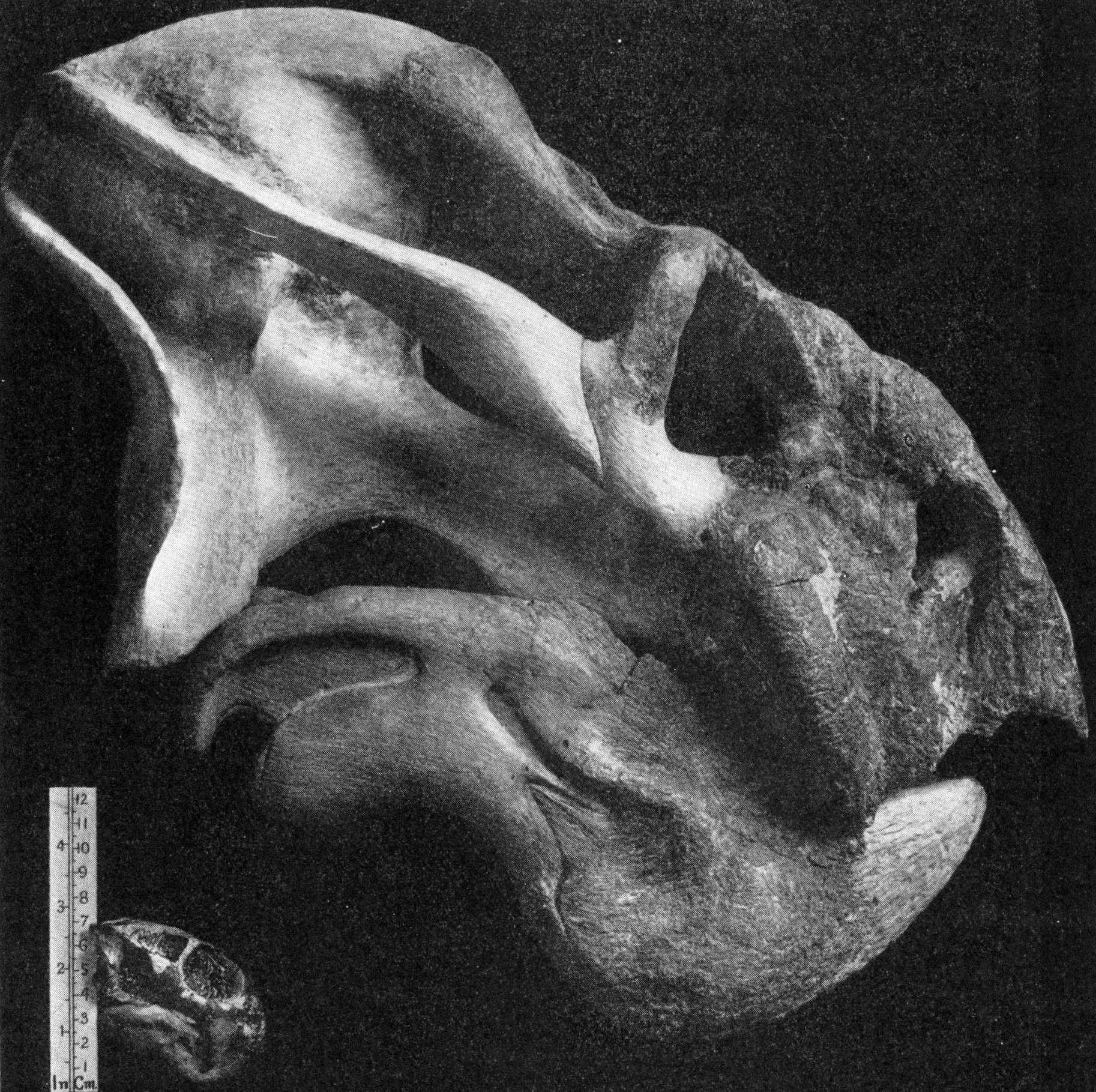
二齒獸(上)與雙齒獸(下)的顱骨

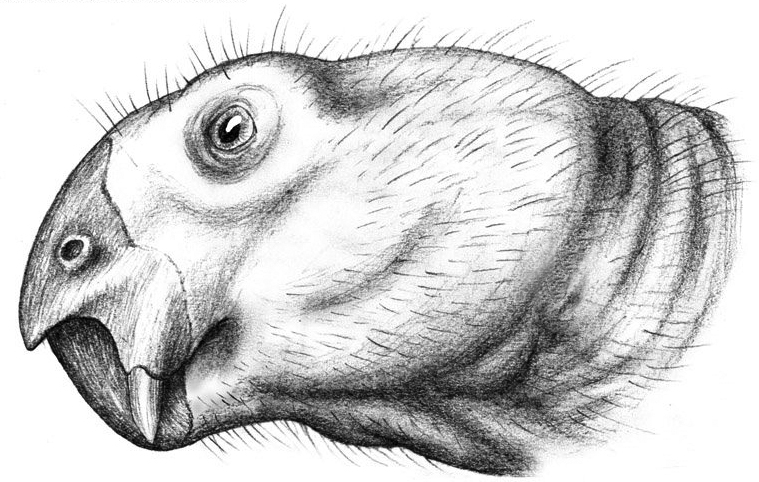
二齒獸的頭部想像圖

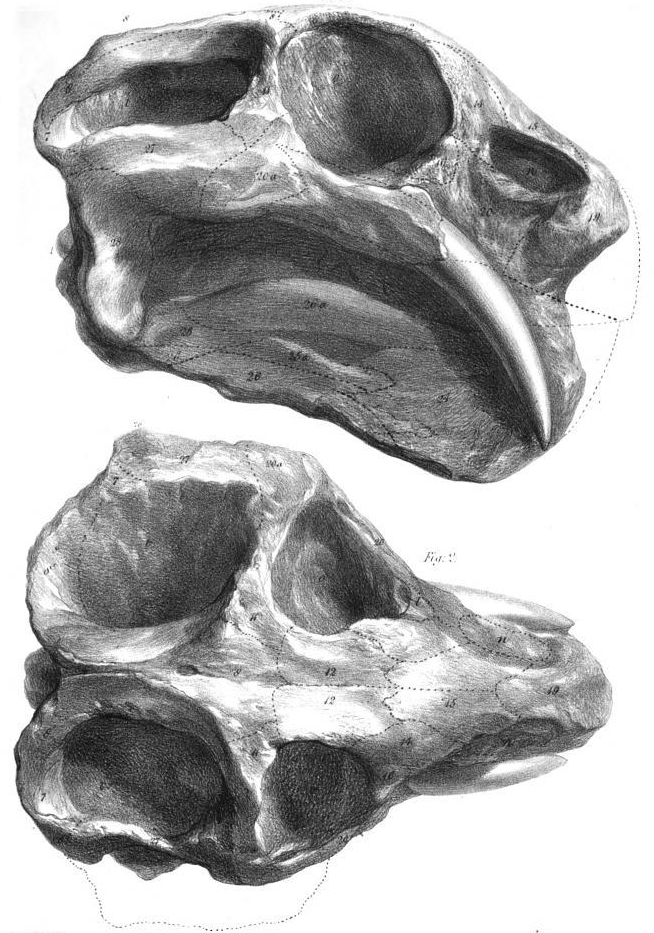
二齒獸的頭顱骨素描

二齒獸是二齒獸下目中較先進的物種。體型隨者物種而不同，平均1.2公尺長。化石被發現於南非、坦尚尼亞的二疊紀最晚期沉積層。二齒獸可能是三疊紀肯氏獸的祖先，或者是多數三疊紀二齒獸類的祖先。
模式種是D. lacerticeps，是由理查·歐文在1845年命名。之後有許多化石被歸類於二齒獸屬，超過160個種被歸類於二齒獸屬，讓此屬成為「無法歸類物種的集中地」。在2011年的研究，發現二齒獸屬是個並系群，有許多種必須改歸類於其他種，或者是其他種的異名。目前二齒獸屬的有效種僅有：模式種D. lacerticeps、D. huenei。D. lacerticeps的化石發現於南非，D. huenei的化石發現於坦尚尼亞。

## 外部連結
- 二齒獸
- 二齒獸 - Mikko's Phyogeny archive (list of species and cladogram)